# Shōnan no Kaze
Shōnan no Kaze (jap. 湘南乃風) – japoński zespół muzyczny wykonujący utwory z gatunku reggae, hip-hop, ska-core i J-pop, założony w 2001 roku w prefekturze Kanagawa.

## Historia
Zespół został założony w 2001 roku w Shōnan przez Red Rice’a oraz Han-kuna, który interesował się gatunkiem reggae za sprawą utworu „Untold Stories” wykonywanego przez Buju Banton. Red Rice, będąc przypadkowym fanem reggae i hip-hopu dzięki festiwalom rozwinął zamiłowania do tych gatunków. W czasie nagrywania utworów, Red Rice i Han-kun spotkali się z Shock Eye’m który wcześniej pracował jako DJ hip-hop’owy i prywatnie przyjaźnił się z Wakadaną, zarządcą baru reggae w Shōnan.
Od momentu powstania zespołu nagrane utwory pojawiły się w albumach kompilacyjnych, a także współpracowali z innymi artystami. W 2003 roku wydali swój debiutancki album pod tytułem Shōnan no Kaze ～REAL RIDERS～ (jap. 湘南乃風 ～REAL RIDERS～), dzięki nowo utworzonej przez nich wytwórni 134 Recordings.
Ich drugi album Shōnan no Kaze: ～Ragga Parade～ (jap. 湘南乃風 ～ラガパレード～) wydany 18 sierpnia 2004 zajął 5. miejsce na liście Oricon w dwóch listach „Top 20”. 8 marca 2006 zespół wydał singiel Junrenka (jap. 純恋歌), który sprzedał się w liczbie 520 000 egzemplarzy, co przyczyniło się do uplasowania na 8. miejscu w rankingu największych hitów 2006 roku według Oricon. 30 czerwca tego samego roku, w sprzedaży ukazał się kolejny album zespołu o nazwie Shōnan no Kaze: Riders High (jap. 湘南乃風〜Riders High〜), które zdobyło 1. miejsce w rankingu Oricon.
Od tego czasu zespół miał inne hity takie jak Ōgon Soul, Koi Shigure czy „Gachi-zakura”. Dwa z nich znalazły się w czwartym albumie Shōnan no Kaze: ～Joker～ (jap. 湘南乃風〜JOKER〜) wydanym 8 kwietnia 2009, który zajął 1. miejsce w rankingu Oricon.
W 2008 roku Han-kun wydał swój pierwszy album solowy. W 2011 roku ukazała się kompilacja pod tytułem Shōnan no Kaze: ～Single Best～ (jap. 湘南乃風〜Single Best〜).
W tym samym roku stworzyli utwór Just Like More do anime Kaden Rider Gaim pod inną nazwą zespołu Gaim no Kaze (jap. 鎧武乃風 Gaimu no Kaze), a w 2016 roku – Ike! Tiger Mask (opening) i KING OF THE WILD (ending) do anime Tiger Mask W. W 2018 roku zespół stworzył też muzykę do openingu anime Grand Blue.